# Madrigales de Claudio Monteverdi

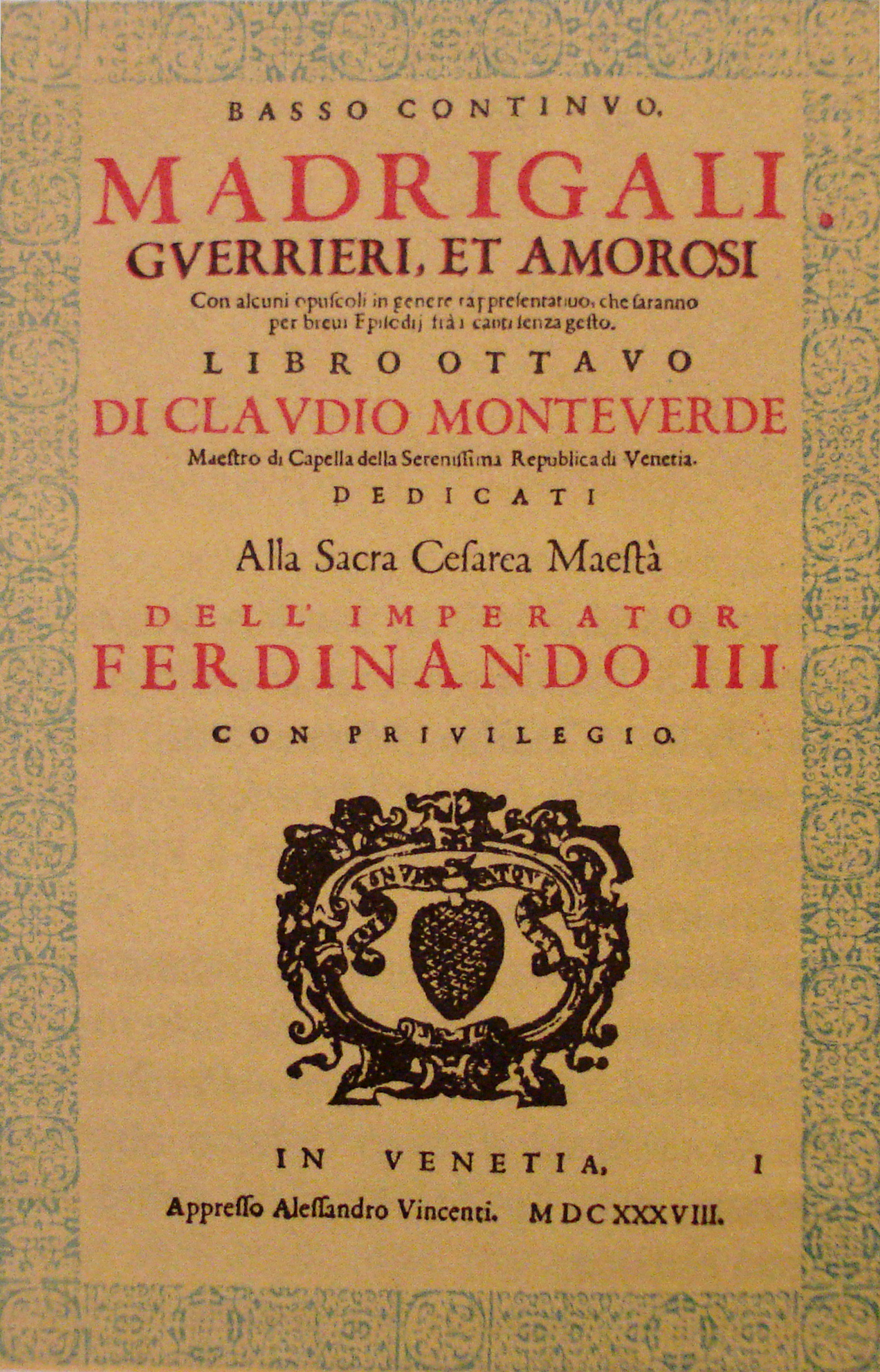
Portada de Madrigali guerrieri et amorosi, el octavo libro de madrigales de Monteverdi.

Los  madrigales de Monteverdi, obra del compositor italiano del siglo XVII Claudio Monteverdi, ocupan un lugar destacado en la historia de la música, principalmente de la música coral, y representan la culminación del género madrigalesco.
Están agrupados en nueve libros, ocho de los cuales se publicaron en vida del autor, entre 1587 y 1638, y el noveno libro, póstumamente, en 1651. A lo largo de estos libros es posible apreciar la evolución de la música de Monteverdi, desde el estilo polifónico de la música del renacimiento hasta la utilización de la monodia acompañada característica del Barroco. 
En 1605, Monteverdi ya había compuesto cinco libros de madrigales, donde se aprecia una evolución desde texturas suaves en los primeros dos libros (1587 y 1590) con influencias de Luca Marenzio, a un planteamiento más disonante e irregular que potencia el significado de cada palabra en los libros tercero y cuarto (1592 y 1603) con influencias de Giaches de Wert, fallecido en 1596, al que conoció cuando trabajaba como cantante y gambista, para el duque de Mantua Vicente I Gonzaga de Mantua en 1592. Monteverdi comenzó a interesarse por los dramas musicales experimentales de Jacopo Peri, director musical en la corte de la familia de los Médici, y por obras similares de otros compositores de la época. Hasta los cuarenta años, Monteverdi trabajó principalmente en sus madrigales, de los cuales publicó nueve libros. En sus libros sexto, séptimo y octavo de madrigales (1614-1638) se alejó aún más del ideal renacentista polifónico de voces equilibradas y adoptó estilos más novedosos que enfatizan la melodía, la línea del bajo, el apoyo armónico y la declamación personal o dramática.
Los cuatro primeros libros de madrigales se sitúan dentro de la Prima pratica, el estilo polifónico tradicional, aunque Monteverdi utiliza un lenguaje armónico cada vez más innovador, con disonancias más audaces conforme avanza la serie. Están compuestos para cinco voces a capella.
El quinto libro constituye el punto de inflexión hacia la seconda pratica, donde la música se subordina a la expresión emocional del texto poético, en consonancia con la naciente ópera y los principios del humanismo florentino. Desde entonces, en los libros posteriores el madrigal evoluciona hacia formas dramáticas y de estilo representativo, con combinaciones más variadas de las voces y partes solistas, y con el acompañamiento instrumental del bajo continuo.
Un recurso que utiliza Monteverdi en sus últimas obras es el denominado stilo concitato (agitado), que consiste en el uso de figuraciones musicales violentas, notas repetidas rápidamente, vigorosos trémolos, rápidas escalas y arpegios, todos ellos utilizados para expresar emociones violentas como la ira, o describir situaciones como el galope desenfrenado de caballos, el golpe de las espadas y el fragor de la batalla.
Los textos de los madrigales están basados en poemas de diversos autores, tales como Torcuato Tasso, Francesco Petrarca, Gian Battista Guarini, Giovanni Bocaccio y Ottavio Rinuccini, entre otros.

## Primer libro
El Primo Libro dei Madrigali a cinque voci se publicó en 1587, cuando el compositor tenía apenas 19 años. Los madrigales de este libro están compuestos para 2 sopranos, 2 tenores y un bajo, en el estilo polifónico característico de la música del Renacimiento.
| Nro. | Nombre                 | Texto         |  | Nro. | Nombre                 | Texto         |
| ---- | ---------------------- | ------------- |  | ---- | ---------------------- | ------------- |
| 1    | Ch’ami la vita mia     |               |  | 10   | Se nel partir da voi   |               |
| 2    | Se per avervi, ohimè   |               |  | 11   | Tra mille fiamme       |               |
| 3    | A che tormi il ben mio |               |  | 12   | Usciam, ninfe, omai    |               |
| 4    | Amor, per tua mercé    |               |  | 13   | Questa ordì il laccio  | Strozzi       |
| 5    | Baci soavi e cari      | G. B. Guarini |  | 14   | La vaga pastorella     |               |
| 6    | Se pur non mi consenti |               |  | 15   | s’il tuo ferire        |               |
| 7    | Filli cara ed amata    |               |  | 16   | Donna s’io miro voi    |               |
| 8    | Poiché del mio dolore  |               |  | 17   | Ardo, sì, ma non tanto | G. B. Guarini |
| 9    | Fumia la pastorella    | Allegretti    |  |      |                        |               |

## Segundo libro
El Secondo Libro dei Madrigali a cinque voci se publicó en 1590, cuando el compositor tenía solo 22 años. Dedicado a Giacomo Ricardi, influyente figura de la ciudad de Milán, en agradecimiento a su recomendación como violista en la corte de la familia Gonzaga de Mantua.
Un recurso utilizado por Monteverdi para ganar el aprecio de esa prestigiosa corte fue utilizar en su segundo libro un número significativo de poemas de Torcuato Tasso, poeta favorito de la corte y en general muy apreciado por la aristocracia.
En este nuevo trabajo Monteverdi se aleja de las formas más tradicionales del primer libro, y comienza a buscar su propio lenguaje musical. La poesía y las imágenes elegidas enfatizan los dos temas favoritos de la época: el amor y la naturaleza. A través de diversos recursos musicales se ofrecen visiones de los ríos, albas, pájaros, flores, cielos, a los que aluden los poemas, y se dibuja ante el oyente un escenario sereno y benigno, que ocasionalmente los protagonistas contemplan embelesados.
| Nro. | Nombre                                | Texto      |    | Nro.                            | Nombre                                 | Texto          |
| ---- | ------------------------------------- | ---------- | -- | ------------------------------- | -------------------------------------- | -------------- |
| 1a   | Non si levava ancor l’alba novella    | T. Tasso   |    | 11                              | Mentr’io mirava fiso                   | T. Tasso       |
| 1b   | E dicea l’una sospirando allora       | T. Tasso   |    | 12                              | Ecco mormorar l’onde                   | T. Tasso       |
| 2    | Bevea Fillide mia                     |            | 13 | Dolcemente dormiva la mia Clori | T. Tasso                               |                |
| 3    | Dolcissimi legami                     | T. Tasso   |    | 14                              | Se tu mi lassi, perfida, tuo danno     | T. Tasso       |
| 4    | Non giacinti o narcisi                | G. Casoni  |    | 15                              | La bocca onde l’asprissime parole      | E. Bentivoglio |
| 5    | Intorno a due vermiglie e vaghe labra |            |    | 16                              | Crudel, perché mi fuggi?               | G. B. Guarini  |
| 6    | Non sono in queste rive               | T. Tasso   |    | 17                              | Questo specchio ti dono                | G. Casoni      |
| 7    | Tutte le bocche belle                 | F. Alberti |    | 18                              | Non m’è grave il morire                | B. Gottifredi  |
| 8    | Donna, nel mio ritorno                | T. Tasso   |    | 19                              | Ti spontò l’ali, Amor, la donna mia    | F. Alberti     |
| 9    | Quell’ombra esser vorrei              | G. Casoni  |    | 20                              | Cantai un tempo e se fu dolce il canto | P. Bembo       |
| 10   | S’andasse Amor a caccia               | T. Tasso   |    |                                 |                                        |                |

## Tercer libro
El Terzo Libro dei Madrigali a cinque voci se publicó en Mantua en 1592, tuvo cinco reimpresiones antes de 1611, y fue su primer éxito. Lo dedicó al Duque Vincenzo Gonzaga de Mantua, consciente que sería de gran interés en el clima cultural de su tiempo.
Con textos basados en su mayoría en poemas de Torcuato Tasso y Gian Battista Guarini (quien visitaba Mantua en esos momentos) es un trabajo innovador donde comienza a asomar  el nuevo estilo declamado y el estilo concitato que desarrollará en posteriores composiciones, así como el uso de disonancias más audaces.
| Nro. | Nombre                 | Texto         |  | Nro. | Nombre                                  | Texto         |
| ---- | ---------------------- | ------------- |  | ---- | --------------------------------------- | ------------- |
| 1    | La giovinetta pianta   |               |  | 9    | O primavera                             | G. B. Guarini |
| 2    | O come è gran martire  | G. B. Guarini |  | 10   | Perfidissimo volto                      | G. B. Guarini |
| 3    | Sovra tenere erbette   |               |  | 11   | Ch’io non t’ami cor mio                 | G. B. Guarini |
| 4    | O dolce anima mia      | G. B. Guarini |  | 12   | Occhi un tempo mia vita                 | G. B. Guarini |
| 5    | Stracciami pur il core | G. B. Guarini |  | 13   | Vivrò fra i miei tormenti e le mie cure | T. Tasso      |
| 6    | O rossignuol           | P. Bembo      |  | 14   | Lumi miei cari                          | G. B. Guarini |
| 7    | Se per stremo ardore   | G. B. Guarini |  | 15   | Rimanti in pace                         | L. Celiano    |
| 8    | Vattene pur crudel     | T. Tasso      |  |      |                                         |               |

## Cuarto libro
Publicado en Venecia por Riccardo Amadino en 1603, el Cuarto Libro de Madrigales a cinco voces muestra un camino de ida y vuelta entre Mantua y Ferrara. 
El éxito de los madrigales del Tercer Libro no se había correspondido para Monteverdi con una mejora de su posición en la corte de Mantua. Ante esta decepcionante situación, es posible que el compositor buscara una nueva y más ambiciosa salida en la ciudad de Ferrara. Por eso, envió algunas de sus obras a Alfonso II de Este, Duque de Ferrara, y escribió otras para su círculo de músicos. 
La muerte de Alfonso II (1597) frustró los planes del compositor y orientó de nuevo el foco de sus intereses hacia Mantua, donde en 1601 alcanzó finalmente el deseado puesto de maestro de capilla. La dedicatoria del Cuarto Libro de Madrigales («A mis ilustrísimos señores y muy reverenciados señores académicos Intrépidos de Ferrara») representaba por un lado un gesto de gratitud hacia un ambiente que había acogido la creación de algunos de sus más recientes madrigales, y por otro era un indirecto homenaje al Duque de Mantua.
Los textos se basaron en poemas de Gian Battista Guarini, Ottavio Rinuccini y Giovanni Boccaccio.
| Nro. | Nombre                        | Texto         |  | Nro. | Nombre                   | Texto         |
| ---- | ----------------------------- | ------------- |  | ---- | ------------------------ | ------------- |
| 1    | Ah, dolente partita           | G. B. Guarini |  | 11   | A un giro sol            | G. B. Guarini |
| 2    | Cor mio, mentre vi miro       | G. B. Guarini |  | 12   | Ohimè, se tanto amate    | G. B. Guarini |
| 3    | Cor mio, non mori?            |               |  | 13   | Io mi son giovinetta     | G. Boccaccio  |
| 4    | Sfogava con le stelle         | O. Rinuccini  |  | 14   | Quell’augellin che canta | G. B. Guarini |
| 5    | Volgea l’anima mia soavemente | G. B. Guarini |  | 15   | Non più guerra, pietate  | G. B. Guarini |
| 6    | Anima mia, perdona            | G. B. Guarini |  | 16   | Sì, ch’io vorrei morire  |               |
| 7    | Che se tu sei il cor mio      | G. B. Guarini |  | 17   | Anima dolorosa           |               |
| 8    | Luci serene e chiare          |               |  | 18   | Anima del cor mio        |               |
| 9    | La piaga c’ho nel core        |               |  | 19   | Longe da te, cor mio     |               |
| 10   | Voi pur da me partite         | G. B. Guarini |  | 20   | Piagne e sospira         |               |

## Quinto libro
El quinto libro de madrigales se publicó en 1605, dedicado a su mecenas, el Duque Vicenzo Gonzaga de Mantua.
Representa un punto de inflexión en la obra de Monteverdi, donde el compositor avanza más radicalmente con las innovaciones del cuarto libro. Esto originó la famosa polémica con su antagonista, G.M. Artusi, un canónigo de Bolonia.
El primer madrigal, Cruda Amarilli, provocó la réplica de Artusi, que en el año 1600 publicó una obra bajo el título L´Artusi overo delle imperfezioni della moderna musica. Artusi acusa a Monteverdi de aplicación exagerada del cromatismo, de abusar de disonancias inadecuadas y de toda clase de irregularidades, ajenas al estilo clásico de Palestrina.
Monteverdi respondió a su crítico con Seconda prattica overo delle perfezione della moderna musica, donde argumentaba que, mientras el estilo antiguo, que él denominaba prima prattica, era adecuado para la composición de música religiosa, la seconda prattica, donde "las palabras son dueñas de la armonía, no esclavas", era más apropiada para los madrigales, composición en la que resultaba vital poder expresar las líneas emocionales del texto.
Por otra parte, el tradicional madrigal a cinco voces se transforma en este libro en madrigale concertato, introduciendo el acompañamiento instrumental del bajo continuo en los últimos 6 madrigales.
Los textos están basados en poemas de Gian Battista Guarini, y otros poemas anónimos. 
| Nro. | Nombre                              | Texto         |  | Nro. | Nombre                               | Texto         |
| ---- | ----------------------------------- | ------------- |  | ---- | ------------------------------------ | ------------- |
| 1    | Cruda Amarilli                      | G. B. Guarini |  | 8    | Ahi, come a un vago sol cortese giro |               |
| 2    | O Mirtillo, Mirtill’anima mia       | G. B. Guarini |  | 9    | Troppo ben può questo tiranno Amore! | G. B. Guarini |
| 3    | Era l’anima mia                     | G. B. Guarini |  | 10   | Amor, se giusto sei                  |               |
| 4    | Ecco, Silvio, colei                 | G. B. Guarini |  | 11   | T’amo, mia vita!                     | G. B. Guarini |
| 5    | Ch’io t’ami                         | G. B. Guarini |  | 12   | E così, a poco (a 7 voci)            | G. B. Guarini |
| 6    | Che dar più vi poss’io?             |               |  | 13   | Questi vaghi concenti (a 9 voci)     |               |
| 7    | M’è più dolce il penar per Amarilli | G. B. Guarini |  |      |                                      |               |

## Sexto libro
El sesto libro de madrigali a cinque voci, con uno Dialogo a Sette se publicó en 1614.
Se divide en dos partes, cada una de ellas encabezada por un amplio lamento —el Lamento d’Arianna y la Sestina— dividido en más secciones. Cierra la publicación Presso un fiume tranquillo, excepcionalmente concebido como «diálogo a siete».
La experiencia teatral acumulada en L’Orfeo y L’Arianna y el resurgir de la monodia con ellos vinculada empiezan a hacer mella en el tejido madrigalístico. En muchos sentidos, el Sexto es un libro de transición. Si bien la plantilla escogida sigue siendo la habitual a cinco voces, Monteverdi busca nuevos equilibrios que rompen la tradicional homogeneidad polifónica del género. El conjunto de las voces es por momentos una suma de individualidades, una cantera de la que el compositor puede extraer múltiples y diversas combinaciones. La monodia empieza a ejercer una fuerza centrípeta que va otorgando a las voces un perfil cada vez más autónomo.
Los textos están basados en poemas de Ottavio Rinuccini, Francisco Petrarca, Scipione Agnelli y Giambattista Marino.
| Nro. | Nombre                                        | Texto        |  | Nro. | Nombre                               | Texto       |
| ---- | --------------------------------------------- | ------------ |  | ---- | ------------------------------------ | ----------- |
| 1a   | Lamento d'Arianna Lasciatemi morire           | O. Rinuccini |  | 5c   | Darà la notte il sol lume alla terra | Agnelli     |
| 1b   | O Teseo, Teseo mio                            | O. Rinuccini |  | 5d   | Ma te raccoglie, o ninfa             | Agnelli     |
| 1c   | Dove, dov'è la fede                           | O. Rinuccini |  | 5e   | O chiome d'or                        | Agnelli     |
| 1d   | Ahi che non pur risponde                      | O. Rinuccini |  | 5f   | Dunque, amate reliquie               | Agnelli     |
| 2    | Zefiro torna e'l bel tempo rimena             | F. Petrarca  |  | 6    | Ohimè il bel viso                    | F. Petrarca |
| 3    | Una donna fra l'altre                         |              |  | 7    | Qui rise Tirsi                       | Marino      |
| 4    | Addio Florida bella                           | Marino       |  | 8    | Misero Alceo, dal caro albergo fore  |             |
| 5a   | Sestina (Lacrime d'Amante) Incenerite spoglie | Agnelli      |  | 9    | Batto, qui pianse Ergasto            | Marino      |
| 5b   | Ditelo fiumi                                  | Agnelli      |  | 10   | Presso un fiume tranquillo           | Marino      |

## Séptimo libro
El Settimo Libro dei Madrigali se publicó en 1619, dedicado a Catalina de Medici, duquesa de Mantua. Recoge importantes novedades en el plano musical. 
Monteverdi escoge como título "Concierto". 
El término «concierto» posee una cara ambivalente. Por un lado, su etimología sugiere una idea de contraposición (el verbo latín concertare significa luchar, combatir, competir). Por otro, la misma palabra tiene una sutil vinculación con el participio consertum (entrelazado, anudado), lo que establece un principio de unión. Trasladados al ámbito de un género tradicionalmente polifónico como el madrigal, los dos impulsos se enfrentan, se compenetran y de algún modo se equilibran. Como consecuencia, las voces se individualizan, entran en conflicto entre ellas. Cada una expresa ahora un punto de vista propio, separado de los demás. Pero al mismo tiempo sus movimientos son unificados por una base común: la tarima armónica que ofrece el bajo continuo. 
La nueva publicación renuncia a la clásica plantilla a cinco voces (que había monopolizado los seis primeros libros) a favor de una muy amplia variedad formal: madrigales para una, dos, tres, cuatro y seis voces conviven al lado de «otros géneros de cantos», tal como especifica el compositor en el frontispicio. 
También la estructura del libro es novedosa: se abre con una Sinfonía instrumental seguida por una intervención monódica (Tempro la Cetra) con carácter de prólogo, y se cierra con un baile (Tirsi e Clori). Por otra parte los instrumentos tienen un papel destacado y no se limitan a la realización del bajo continuo.
Los textos se basan en poemas de Giambattista Marino, Gian Battista Guarini y C. Achillini, entre otros.
| Nro. | Nombre                      | Texto         |  | Nro. | Nombre                       | Texto         |
| ---- | --------------------------- | ------------- |  | ---- | ---------------------------- | ------------- |
| 1    | Symphonia - Tempro la Cetra |               |  | 16   | Con che soavità              | G. B. Guarini |
| 2    | Ohimè, dov’è il mio ben     | T. Tasso      |  | 17   | Parlo, miser, o taccio?      | G. B. Guarini |
| 3    | Ah, che non si conviene     |               |  | 18   | Perché fuggi tra salci       | G. Marino     |
| 4    | Vaga su spina ascosa        | Chiabrera     |  | 19   | Augellin                     |               |
| 5    | Se i languidi miei sguardi  |               |  | 20   | O come sei gentile           | G. B. Guarini |
| 6    | Chiome d’oro                |               |  | 21   | Se pur destina               |               |
| 7    | Interrotte speranze         | G. B. Guarini |  | 22   | Amor che deggio far          |               |
| 8    | Tu dormi?                   |               |  | 23   | Non vedrò mai le stelle      |               |
| 9    | Ecco vicine, o bella Tigre  |               |  | 24   | Io son pur vezzosetta        |               |
| 10   | Non è di gentil core        | Atti          |  | 25   | Al lume delle stelle         | T. Tasso      |
| 11   | Eccomi pronta ai baci       | G. Marino     |  | 26   | Tornate, o cari baci         | G. Marino     |
| 12   | Soave libertate             | Chiabrera     |  | 27   | O viva fiamma                |               |
| 13   | Vorrei baciarti             | G. Marino     |  | 28   | Dice la mia belissima Licori | G. B. Guarini |
| 14   | Se’l vostro cor             | G. B. Guarini |  | 29   | Tirsi e Clori. Ballo         |               |
| 15   | A quest’olmo                | G. Marino     |  |      |                              |               |

## Octavo libro
El octavo libro de madrigales se publicó en 1638, con el nombre Madrigali guerrieri, et amorosi con alcuni opuscoli in genere rappresentativo, che saranno per brevi episodi fra i canti senza gesto. ("Madrigales guerreros y de amor, con algunas pequeñas obras de género representativo, que serán interpretados entre las canciones sin acción teatral").
Diecinueve años lo separan al Séptimo Libro del Octavo, publicado en Venecia en 1619.
La crisis de la industria editorial veneciana y la depresión económica inducida por las epidemias de peste pueden explicar en parte ese silencio. Pero otro factor es el hecho que el madrigal vive en aquel entonces un irresistible declive, suplantado por géneros más simples y ligeros como la canzonetta. El Octavo Libro de Madrigales —la colección monteverdiana más amplia y ambiciosa en el ámbito profano— es por lo tanto un proyecto editorial de una envergadura que sólo se justifica teniendo en cuenta el enorme prestigio del que gozaba Monteverdi dentro y fuera de Italia. 
Para otorgar una cierta unidad exterior a la colección, el compositor encabeza su libro de madrigales con el título programático de Madrigales guerreros y amorosos. En realidad, la polaridad establecida por Monteverdi es algo engañosa, ya que estos madrigales hablan mucho de amor y muy poco de guerra. Las contiendas a las que los textos hacen referencia son escarceos sentimentales, metafóricos enfrentamientos amorosos que entran dentro de las convenciones cortesanas. La temática bélica propiamente dicha hace su aparición en el Combattimento di Tancredi e Clorinda, pero también aquí el conflicto abandona las armas para adentrarse en la interioridad de los protagonistas.
La heterogeneidad de esta colección indica que para Monteverdi el madrigal ha pasado de ser un género dotado de rasgos unívocos a abarcar una multitud de formas, cuyo objetivo sigue siendo, no obstante, el de representar las pasiones humanas por medio de la vinculación entre oratione (el texto poético) y armonía (la música).
A este libro pertenece Lamento de la ninfa, una de sus más célebres obras.
La dedicatoria va dirigida por primera vez a un monarca extranjero, el emperador Fernando III de Habsburgo.
En el prefacio de este libro, Monteverdi alude al saber retórico remontándose a Platón, quien distingue tres estilos de oración —alta, media y baja— que se corresponden con lo agitado, lo moderado y lo suave en música. Según Monteverdi, hasta ese momento la música ha tenido solo los estilos moderado y suave, careciendo de lo alto o agitado, que él intenta redescubrir. Siguiendo a Platón, dice que el género alto estaría caracterizado por expresiones de ira. Pero para conmover más profundamente a los oyentes hace uso de contrastes intensos entre expresiones de ira y amor, de ahí el título de la colección Madrigales guerreros y amorosos.
Madrigales incluidos en este libro:
| Nro. | Nombre                                  | Texto       |  | Nro. | Nombre                               | Texto        |
| ---- | --------------------------------------- | ----------- |  | ---- | ------------------------------------ | ------------ |
| 1    | Sinfonia                                |             |  | 13   | Vago augelletto che cantando vai     | F. Petrarca  |
| 2    | Altri canti d’Amor                      |             |  | 14   | Mentre vaga Angioletta               |              |
| 3    | Hor che ’l ciel e la terra              | F. Petrarca |  | 15   | Ardo e scoprir, ahi lasso            |              |
| 4    | Gira il nemico insidioso                |             |  | 16   | Dolcissimo uscignolo                 |              |
| 5    | Se vittorie sì belle                    |             |  | 17   | Chi vuol aver felice e lieto il core |              |
| 6    | Ogni amante è guerrier                  |             |  | 18   | O sia tranquillo il mare             |              |
| 7    | Combattimento di Tancredi e Clorinda    | T. Tasso    |  | 19   | Lamento della ninfa                  | O. Rinuccini |
| 8    | Ardo, avvampo, mi struggo               |             |  | 20   | Ninfa che scalzi il piede            |              |
| 9    | Armato il cor                           |             |  | 21   | Perchè t’en fuggi, o Fillide         |              |
| 10   | Introduzione al Ballo: Volgendo il ciel |             |  | 22   | Non partir ritrosetta                |              |
| 11   | Ballo: Movete al mio bel suon           |             |  | 23   | Su, su, su, pastorelli vezzosi       |              |
| 12   | Altri canti di Marte                    | Marino      |  | 24   | Il ballo delle ingrate               |              |

## Noveno libro
El noveno libro de madrigales lo editó póstumamente Alessandro Vincenti en 1651, con el título Nono Libro dei Madrigali, Madrigali e canzonette a due e tre voci (Madrigales y canciones ligeras a dos y tres voces).
Se trata de una compilación de música para dos y tres voces en varios estilos y correspondientes a distintos períodos.
| Nro. | Nombre                    | Texto        |  | Nro. | Nombre                     | Texto |
| ---- | ------------------------- | ------------ |  | ---- | -------------------------- | ----- |
| 1    | Bel pastor                | O. Rinuccini |  | 7    | Com’è dolce oggi l’auretta |       |
| 2    | Zefiro torna              | O. Rinuccini |  | 8    | Alle danze, alle gioie     |       |
| 3    | Alcun non mi consigli     |              |  | 9    | Perché se m’odiavi         |       |
| 4    | Di far sempre gioire Amor |              |  | 10   | Sì, sì, ch’io v’amo        |       |
| 5    | Quando dentro al tuo seno |              |  | 11   | Su, su, pastorelli vezzosi |       |
| 6    | Non voglio amare          |              |  | 12   | O mio bene, o mia vita     |       |